# Hipparchia gomera
Hipparchia gomera is een vlinder uit de onderfamilie Satyrinae van de familie Nymphalidae (aurelia's). De wetenschappelijke naam is voor het eerst geldig gepubliceerd in 1967 door Higgins.
De soort komt voor in Europa.